# Divaccia
Divaccia  o Divaccia San Canziano (in sloveno Divača [diˈʋaːtʃa], in tedesco Waatsche o Divazza) è un comune della Slovenia di 4 443 abitanti appartenente alla regione del Litorale-Carso.
Sul territorio comunale sono situate le Grotte di San Canziano, una delle maggiori attrazioni turistiche slovene e uno dei maggiori esempi di fenomeni carsici studiati a fondo dai maggiori geologi del mondo. Un'altra formazione carsica importante della zona è la Dolina Risnik.
È sede di un importante nodo dell'infrastruttura di interconnessione elettrica fra l'Italia e l'Europa centro-orientale.

## Storia
Il centro abitato di Divaccia ha fatto parte dello stato italiano dal 1920. Nel 1927 la sede comunale venne spostata nella frazione di Divaccia, e conseguentemente la denominazione comunale venne mutata in Divaccia San Canziano. 
Nel 1947, a seguito della sconfitta italiana nella seconda guerra mondiale, Divaccia S. Canziano fu annessa alla Jugoslavia. In seguito alla frammentazione della Jugoslavia, è divenuta poi parte della Slovenia.

## Società

### Evoluzione demografica
| %      | Ripartizione linguistica (gruppi principali) |
| ------ | -------------------------------------------- |
| 4,94%  | madrelingua croata                           |
| 3,37%  | madrelingua serbo-croata                     |
| 81,51% | madrelingua slovena                          |

Secondo l'ultimo censimento, lo 0,40% della popolazione si è definita di madrelingua italiana (vedi Litorale-Carso).

## Corsi d'acqua
Fiume Timavo superiore (Reka, Rekka, Velka voda)

## Località
Il comune di Divaccia è diviso in 31 insediamenti (naselja):
- Auremo di Sopra (Gornje Vreme)
- Auremo di Sotto (Dolnje Vreme)
- Barca (Barka)
- Bettanìa (Betanja)
- Brese (Brežec pri Divači)
- Cacitti (Kačiče-Pared)
- Cave Auremiane (Vremski Britof)
- Cosiane (Kozjane)
- Danne (Dane pri Divači)
- Divaccia (Divača), sede comunale
- Famie (Famlje)
- Gaberce Auremiano (Gabrče)
- Gradischie di San Canziano (Gradišče pri Divači)
- Goricce del Timavo (Goriče pri Famljah)
- Lase (Laže)
- Lesecce Auremiano (Gornje Ležeče)
- Lesecce di San Canziano (Dolnje Ležeče)
- Mattauno (Matavun)
- Nacla San Maurizio (Naklo)
- Nigrignano (Podgrad pri Vremah)
- Potocce di Villabassa (Potoče)
- San Canziano della Grotta (Škocjan)
- Scoffe (Škoflje)
- Senosècchia (Senožeče)
- Sinadole (Senadole)
- Varèa (Vareje)
- Vattòglie (Vatovlje)
- Villabassa di Senosècchia (Dolenja Vas)

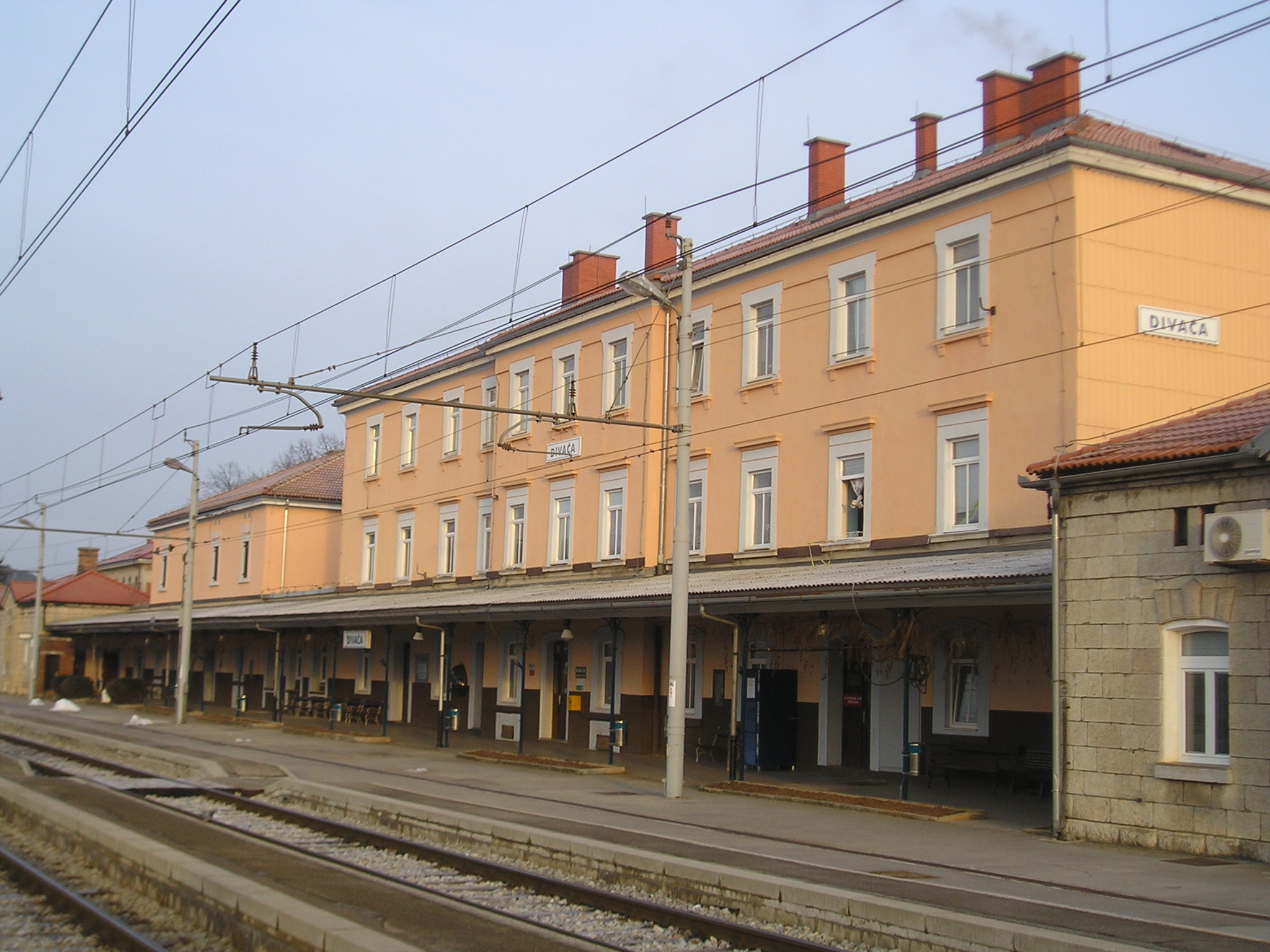
La stazione dei treni di Divaccia

- Villa Mislice (Misliče)
- Vitozza (Otošče)
- Zaverco (Zavrhek)